# Horní Krupá
Horní Krupá (německy Ober Kraupen) je obec v okrese Havlíčkův Brod v Kraji Vysočina. Žije zde 625 obyvatel.

## Historie
První písemná zmínka o obci pochází z roku 1283. Za první republiky existovala již jen jediná evangelická škola, a tou byla jednotřídka v Horní Krupé – ta zanikla až v roce 1930.
V letech 1996-2010 působil jako starosta Hugo Pelikán, mezi lety 2010-2014 byl starostou Josef Jelínek a poté 2014-2022 byl starostou Václav Lacina ml. Od roku 2022 je starostou Jaroslav Čáp.
Obec Horní Krupá v roce 2004 obdržela ocenění v soutěži Vesnice Vysočiny, konkrétně získala ocenění bílá stuha, tj. ocenění za činnost mládeže. Obec Horní Krupá v roce 2006 obdržela ocenění v soutěži Vesnice Vysočiny, konkrétně získala ocenění modrá stuha, tj. ocenění za společenský život. Obec Horní Krupá v roce 2009 obdržela ocenění v soutěži Vesnice Vysočiny, konkrétně získala ocenění zelená stuha, tj. ocenění za péči o zeleň a životní prostředí.

## Obecní symboly
Dne 9. prosince 2015 byl obci předsedou Poslanecké sněmovny Parlamentu ČR na základě žádosti přidělen znak a vlajka. Sami obyvatelé předtím vybrali návrh ve dvoukolové soutěži z 12 návrhů. Znak vytvořil heraldik Jan Tejkal.

### Znak
Štít znaku je zlato-zeleně dělený zeleno-zlatě vlnitě děleným vlnitým břevnem. Nahoře (heraldicky) vpravo jsou černé zkřížené ostrve (hrubě osekané větve či kmeny), vlevo nahoře černá zkřížená hornická kladívka. V dolní části je zlatý kalich umístěný mezi čtyřmi zlatými šesticípými hvězdami, po dvou z každé strany.

### Vlajka
Vlajka je heraldická, tzn. odvozená ze znaku prostým přepisem na list o poměru stran 2:3. List vlajky tvoří čtyři vodorovné pruhy, žlutý, vlnitý zelený, vlnitý žlutý a zvlněný zelený, v poměru šířek 7:1:1:7. V horním žlutém pruhu jsou vedle sebe černé zkřížené ostrve a hornická kladívka. V dolním zeleném pruhu je kalich, po stranách provázený žlutými šesticípými hvězdami, vždy po dvou.
Zkřížené ostrve odkazují k pánům z Lichtenburka, za jejichž vlády na hradě Ronovec obec ve 13. století vznikla. Hornická kladiva pak symbolizují dřívější těžbu stříbra.

## Obyvatelstvo
| Rok            | 1869 | 1880 | 1890 | 1900 | 1910 | 1921 | 1930 | 1950 | 1961 | 1971 | 1981 | 1991 | 2001 | 2006 | 2014 |
| Počet obyvatel | 650  | 706  | 642  | 559  | 597  | 579  | 558  | 462  | 463  | 453  | 438  | 417  | 462  | 474  | 545  |

## Školství
- Mateřská škola Horní Krupá

## Pamětihodnosti
- Evangelický pozdně klasicistní kostel z roku 1847
- Kaplička
- Pomník obětem první světové války uprostřed vesnice z roku 1928
- Zřícenina hradu Ronovec, asi 7 km JV od obce
- Jelení studánka v nedalekých lesích západně od obce
- Kaplička v Údolí
- Buk u Lysé
- Maketa lochneské příšery
- Naučná stezka „Za Humny“

## Části obce
- Horní Krupá
- Lysá
- Údolí
- Zálesí

Součástí obce jsou i samoty Lysní mlýny a Kráty.